# Liste der Baudenkmäler in Extertal
Die Liste der Baudenkmäler in Extertal enthält die denkmalgeschützten Bauwerke auf dem Gebiet der Gemeinde Extertal im Kreis Lippe in Nordrhein-Westfalen (Stand: Februar 2017). Diese Baudenkmäler sind in der Denkmalliste der Gemeinde Extertal eingetragen; Grundlage für die Aufnahme ist das Denkmalschutzgesetz Nordrhein-Westfalen (DSchG NRW).

## Baudenkmäler
| Bild | Bezeichnung | Lage                                                        | Beschreibung | Bauzeit | Eingetragen seit | Denkmal- nummer |
| --- | --- | ----------------------------------------------------------- | ------------ | ------- | ---------------- | --------------- |
| Evangelische Kirche Umfassungsmauer der Kirche(Löschung der Eintragung Umfassungsmauer) | Evangelische Kirche Umfassungsmauer der Kirche (Löschung der Eintragung Umfassungsmauer) | Almena Kirchstr. 4 Karte                                    |              |         |                  | 1               |
| Zweigeschossiges Fachwerkhaus 1. Hälfte 19. Jahrhundert | Zweigeschossiges Fachwerkhaus 1. Hälfte 19. Jahrhundert | Almena Kirchstr. 3 Karte                                    |              |         |                  | 2               |
| Altes Feuerwehrgerätehaus mit Schlauchturm | Altes Feuerwehrgerätehaus mit Schlauchturm | Almena Bachweg 1 Karte                                      |              |         |                  | 3               |
| BW | Fachwerkhaus -Altenteil- | Asmissen Sternberger Str. 15 Karte                          |              |         |                  | 4               |
| weitere Bilder | Burg Sternberg | Asmissen Sternberger Str. 52 Karte                          |              |         |                  | 5               |
| Hauptgebäude und Speichergebäude der Gutsanlage Ullenhausen | Hauptgebäude und Speichergebäude der Gutsanlage Ullenhausen | Ullenhausen Ullenhausen 1 Karte                             |              |         |                  | 6               |
| Evangelische Kirche | Evangelische Kirche | Bösingfeld Südstr. 29 Karte                                 |              |         |                  | 7               |
| Fachwerkhaus "Hinterhaus" | Fachwerkhaus "Hinterhaus" | Bösingfeld Mittelstr.23 Karte                               |              |         |                  | 8               |
| Altes Pfarrhaus | Altes Pfarrhaus | Bösingfeld Mittelstr.35 Karte                               |              |         |                  | 9               |
| Rathaus | Rathaus | Bösingfeld Mittelstr.33 Karte                               |              |         |                  | 10              |
| Giebelständiges Ackerbürgerhaus-Fachwerkhaus | Giebelständiges Ackerbürgerhaus-Fachwerkhaus | Bösingfeld Mittelstr.57 Karte                               |              |         |                  | 11              |
| Fachwerkhaus | Fachwerkhaus | Bösingfeld Südstr. 13 Karte                                 |              |         |                  | 12              |
| Fachwerkhaus | Fachwerkhaus | Bösingfeld Südstr. 21 Karte                                 |              |         |                  | 13              |
| Fachwerkhaus-Ackerbürgerhaus | Fachwerkhaus-Ackerbürgerhaus | Bösingfeld Südstr. 15 Karte                                 |              |         |                  | 14              |
| Fachwerkhaus-Ackerbürgerhaus | Fachwerkhaus-Ackerbürgerhaus | Bösingfeld Südstr. 11 Karte                                 |              |         |                  | 15              |
| BW | Fachwerkhaus-Ackerbürgerhaus | Bösingfeld Hummerbrucher Str. 2 Karte                       |              |         |                  | 16              |
| BW | Fachwerkhaus | Bremke Bremker Str. 10 a Karte                              |              |         |                  | 17              |
| Herrenhaus incl. der Gartenanlage der Gutsanlage Rickbruch | Herrenhaus incl. der Gartenanlage der Gutsanlage Rickbruch | Bremke Gut Rickbruch Karte                                  |              |         |                  | 18              |
| Feuerwehrgerätehaus mit Schlauchturm | Feuerwehrgerätehaus mit Schlauchturm | Bremke Bremker Str. 1 Karte                                 |              |         |                  | 19              |
| ehemaliges Feuerwehrgerätehaus | ehemaliges Feuerwehrgerätehaus | Bremke Bremker Str. 1 Karte                                 |              |         |                  | 20              |
| [[Vorlage:Bilderwunsch/code!/C:52.100803,9.0580268905143!/D:Hofanlage a) Haupthaus b) Fachwerkscheune an der Straße c) Bruchsteinmauer, Malmershaupt 4!/\|BW]] | Hofanlage a) Haupthaus b) Fachwerkscheune an der Straße c) Bruchsteinmauer | Göstrup Malmershaupt 4 Karte                                |              |         |                  | 21              |
| BW | Fachwerkhaus-Altenteilerhaus incl. Bruchsteinmauer | Göstrup Malmershaupt 4 a Karte                              |              |         |                  | 22              |
| [[Vorlage:Bilderwunsch/code!/C:52.100867,9.057223!/D:Hofanlage a) Haupthaus 1. Hälfte des 19. Jahrhunderts Wohnteil mit Querflur 1852 b) Scheune m. Querhaus 1850 c) Scheune mit Querein- fahrten d) Speicher von 1811 e) Remise 1. Hälfte 19. Jahrh. f) Bruchsteinmauer g) Altenteil h) Teich, Malmershaupt 6!/\|BW]] | Hofanlage a) Haupthaus 1. Hälfte des 19. Jahrhunderts Wohnteil mit Querflur 1852 b) Scheune m. Querhaus 1850 c) Scheune mit Querein- fahrten d) Speicher von 1811 e) Remise 1. Hälfte 19. Jahrh. f) Bruchsteinmauer g) Altenteil h) Teich | Göstrup Malmershaupt 6 Karte                                |              |         |                  | 23              |
| BW | Hofanlage a) Haupthaus Fachwerk um 1850 b) Viehausbau c) Remise u. Scheune 1850 | Göstrup Malmershaupt 2 Karte                                |              |         |                  | 24              |
| BW | Leibzucht erbaut 1851 | Göstrup Hagen 1a Karte                                      |              |         |                  | 25              |
| Hofanlagea) Haupthaus von 1747b) Mühle von 1180 mit Holzrad und Ausstattungc) Backhaus-Fachwerk | Hofanlage a) Haupthaus von 1747 b) Mühle von 1180 mit Holzrad und Ausstattung c) Backhaus-Fachwerk | Kükenbruch Kükenbrucher Str. 6 Karte                        |              |         |                  | 26              |
| Fachwerkhaus. kleines Vierständerhaus, 1. Hälfte 19. Jahrhundert | Fachwerkhaus. kleines Vierständerhaus, 1. Hälfte 19. Jahrhundert | Laßbruch Laßbrucher Str. 37 Karte                           |              |         |                  | 27              |
| Alte Schule | Alte Schule | Laßbruch Brede 26 Karte                                     |              |         |                  | 28              |
| BW | Fachwerkhaus, kleines Vierständerhaus (Altenteil) 1830/1840 | Almena Bistruper Str. 6 Karte                               |              |         |                  | 29              |
| BW | Alte Mühle | Almena Fütiger Str. 1 Karte                                 |              |         |                  | 30              |
| BW | Fachwerkhaus | Almena Fütiger Str. 1 Karte                                 |              |         |                  | 31              |
| BW | Fachwerkhaus | Bösingfeld Lütkenbergstr. 19 Karte                          |              |         |                  | 32              |
| BW | Fachwerkhaus, Arbeiterwohnhaus, 2. Hälfte 19. Jahrhundert | Schönhagen Schönhagener Ring 16 Karte                       |              |         |                  | 33              |
| BW | Fachwerkhaus, Arbeiterwohnhaus, 2. Hälfte 19. Jahrhundert | Schönhagen Schönhagener Ring 16a Karte                      |              |         |                  | 34              |
| Evangelische Kirche incl. Bruchsteinmauer | Evangelische Kirche incl. Bruchsteinmauer | Silixen Rintelner Weg Karte                                 |              |         |                  | 35              |
| Fachwerkhaus | Fachwerkhaus | Almena An der Alme Karte                                    |              |         |                  | 36              |
| BW | Gutshaus Schönhagen (jetziges Altersheim) | Schönhagen Schönhagener Ring 12 Karte                       |              |         |                  | 37              |
| a) Fachwerkgebäude ehemalige Leibzuchtb) Brunnen aus dem 17. Jahrhundert | a) Fachwerkgebäude ehemalige Leibzucht b) Brunnen aus dem 17. Jahrhundert | Silixen Altes Land Karte                                    |              |         |                  | 38              |
| Glockenturm | Glockenturm | Meierberg Im Siek Karte                                     |              |         |                  | 39              |
| BW | Fachwerkgebäude ehemalige Leibzucht | Bösingfeld Hackemackweg 31 Karte                            |              |         |                  | 40              |
| Feuerwehrgerätehaus | Feuerwehrgerätehaus | Silixen Bülter Weg Karte                                    |              |         |                  | 41              |
| BW | Traufenständiger Fachwerkbau | Nalhof Nalhofstr. 3a Karte                                  |              |         |                  | 42              |
| BW | Vierständer Fachwerkbau von acht Gebinden Länge | Almena Hauptstr. 47 Karte                                   |              |         |                  | 43              |
| Zweigeschossiger Fachwerkbau | Zweigeschossiger Fachwerkbau | Meierberg Buchhalsstr. 2a Karte                             |              |         |                  | 44              |
| Bruchsteinbrücke über die Alme | Bruchsteinbrücke über die Alme | Almena Karte                                                |              |         |                  | 45              |
| BW | Fachwerkgebäude | Asmissen Asmissen 1a Karte                                  |              |         |                  | 46              |
| Fachwerkgebäude | Fachwerkgebäude | Bösingfeld An der Bache 4 Karte                             |              |         |                  | 47              |
| Ehemalige Schule | Ehemalige Schule | Almena Fütiger Str. 34 Karte                                |              |         |                  | 48              |
| Fachwerkgebäude | Fachwerkgebäude | Almena Hauptstr. 54 Karte                                   |              |         |                  | 49              |
| Fachwerkgebäude | Fachwerkgebäude | Bösingfeld An der Bache 4 a Karte                           |              |         |                  | 50              |
| BW | Fachwerkgebäude | Asmissen Asmissen 2 Karte                                   |              |         |                  | 51              |
| ehemalige Färbe | ehemalige Färbe | Almena Alte Dorfstr. Karte                                  |              |         |                  | 52              |
| weitere Bilder | Jüdischer Friedhof | Bösingfeld an der Bahnhofstraße Karte                       |              |         |                  | 53              |
| weitere Bilder | Jüdischer Friedhof | Silixen an der Heidelbecker Straße Karte                    |              |         |                  | 54              |
| Brücke im Zuge der K 51 | Brücke im Zuge der K 51 | Bremke über die Bremker Str. Karte                          |              |         |                  | 55              |
| Bögerhof Haupthaus und Stall Scheune u. Stall zu 2 Sälen umgebaut | Bögerhof Haupthaus und Stall Scheune u. Stall zu 2 Sälen umgebaut | Kükenbruch Bögerhof 1 Karte                                 |              |         |                  | 56              |
| BW | Fachwerkhaus | Nalhof Mischenberg 2 Karte                                  |              |         |                  | 57              |
| BW | Hofanlage | Bremke Grundstr. 10 Karte                                   |              |         |                  | 58              |
| BW | Brücke | Bösingfeld Fahrenplatz Karte                                |              |         |                  | 60              |
| Bahnanlage Bögerhof - Ullenhausen | Bahnanlage Bögerhof - Ullenhausen | Bösingfeld VBE Extertalbahn Am Bahnhof Karte                |              |         |                  | 61              |
| Fachwerkhaus | Fachwerkhaus | Bösingfeld Streitbuschweg 1 Karte                           |              |         |                  | 62              |
| BW | Brücke über dem Laßbach | Silixen Kükenbrucher Straße Karte                           |              |         | 26.09.2011       | 63              |
| BW | Fachwerkhaus | Silixen Heidelbecker Holz 4 Karte                           |              |         | 14.02.2017       | 64              |
| Kriegerdenkmal | Kriegerdenkmal | Heinebüchenbruch Kurz vor der Grenze zu Niedersachsen Karte |              |         |                  | 0               |

## Ehemalige Baudenkmäler
| Bild      | Bezeichnung | Lage                              | Beschreibung                                                         | Bauzeit   | Eingetragen seit | Denkmal- nummer |
| --------- | ----------- | --------------------------------- | -------------------------------------------------------------------- | --------- | ---------------- | --------------- |
| Pfarrhaus | Pfarrhaus   | Silixen Dietrich-Bonhoeffer Karte | Zweigeschossiger verputzter Bruchsteinbau. Im März 2022 abgebrochen. | 1874-1876 |                  | 59              |